# Unverricht-Lundborg-syndrom
Unverricht-Lundborg-syndrom (eller blot "Unverricht-Lundborg") er en meget ualmindelig arvelig sygdom, som først blev beskrevet af Unverricht 1895 i Estland, og som også kaldes baltisk epilepsi. 
Sygdommen beskrives som "en form af progressiv myoklonisk epilepsi med demensudvikling", og er recessivt nedarvet. 
Sygdommen blev først beskrevet i Estland, men den forekommer også i Finland og den var tidligere udbredt i Listerlandet i grænseområdet mellem Skåne og Blekinge. Racebiologen Herman Lundborg påviste i begyndelsen af 1900-tallet at udbredelsen hang sammen med forekomsten af fætter-kusine-ægteskaber i Listerlandet. Man troede derfor længe at sygdommen skyldtes indavl, men dette er ikke tilfældet; fætter-kusine-ægteskab påvirker ikke mutationsfrekvensen eller fremkomsten af sygdomsanlæg, men flere recessive anlæg (som denne sygdom) kan komme til udtryk. Lundborgs studie førte til en voldsom nedgang i fætter-kusine-ægteskaber, så derfor er der ikke kommet nye tilfælde af Listersjukan, som syndromet også kaldtes. 

## Eksterne links
- Sydöstran - Hans forskning dödar myten om Listersjukan (Webside ikke længere tilgængelig)

| Sygdom | Spire Denne artikel om sygdom er en spire som bør udbygges. Du er velkommen til at hjælpe Wikipedia ved at udvide den. |